# Zlata medalja
Zlata medalja je medalja za najvišje dosežke na kakem področju, zelo pogosto na športnem področju, pa tudi v znanosti. Načelo podeljevanja medalj sicer izhaja iz vojaštva.
Danes je večina zlatih medalj le pozlačenih, sicer pa so srebrne, znana izjema je medalja, ki jo dobi prejemnik Nobelove nagrade, ki je narejena iz 19 karatnega zlata.
Olimpijska zlata medalja je bila prvič podeljena leta 1904. Pred tem so zmagovalci prejemali le srebrno in bronasto medaljo. Današnja zlata medalja je dejansko iz srebra in prevlečena z vsaj šestimi grami čistega zlata.